# Bundesstraße 326
Pour les articles homonymes, voir Route 326.
La Bundesstraße 326 est une Bundesstraße du Land de Rhénanie-du-Nord-Westphalie.

## Géographie
La B 326 se trouve désormais presque entièrement dans la zone urbaine de Düsseldorf. Le point final ouest est la connexion à la Bundesstraße 1 entre Düsseldorf et Neuss sur le Südring. Le Südring et la Kopernikusstraße sont les seules rues de la B 326.
À l'extrémité est, la B 326 traverse la Witzelstrasse (aujourd'hui: B 8) jusqu'à la sortie de Düsseldorf-Wersten de la Bundesautobahn 46 et sur la "ligne sud", une route jusqu'à l'échangeur autoroutier de Hilden puis l'échangeur autoroutier de Wuppertal-Nord. Après la transformation de cette route en autoroute, la B 326 est remplacée par l'A 46 dans cette section.

## Histoire
Construit à l'origine dans les années 1930 pour relier Düsseldorf à la Bundesautobahn 3 nouvellement construite, la poursuite prévue vers Wuppertal ne peut pas démarrer en raison de la Seconde Guerre mondiale. Après la guerre, la construction se poursuit et atteint la frontière ouest de Wuppertal en 1957. Le maillon manquant au nord de Wuppertal est achevé en 1974 et par la suite toute la route est transformée en Bundesautobahn 46.

## Source
- (de) Cet article est partiellement ou en totalité issu de l’article de Wikipédia en allemand intitulé « Bundesstraße 326 » (voir la liste des auteurs).